# Eutrichosiphum khasyanum
Eutrichosiphum khasyanum är en insektsart. Eutrichosiphum khasyanum ingår i släktet Eutrichosiphum och familjen långrörsbladlöss. Inga underarter finns listade i Catalogue of Life.